# سوار آباد (آبجدان)
سوار آباد (بالفارسية: سوارآباد) هي منطقة سكنية تقع في إيران في قسم آبجدان الريفي. يقدر عدد سكانها بـ 99 نسمة بحسب إحصاء 2016.